# Gustav Mayr (Politiker)
Gustav Mayr (* 28. November 1872 in Kojetein, Österreich-Ungarn; † 4. September 1936 in Prag, Tschechoslowakei) war ein tschechoslowakischer Politiker (Sudetendeutsche Partei) deutscher Nationalität. Er war von 1935 bis 1936 Abgeordneter des Tschechoslowakischen Abgeordnetenhauses.

## Leben und Werk
Er war der Sohn eines Bahnangestellter. Nach dem Besuch der Deutschen Gesamtschule in Brünn ging er an Gymnasien in Wien und Olmütz. Anschließend absolvierte er die Bergakademie Leoben und wurde Bergingenieur. Seit 1891 gehörte er dem Deutsch-akademischen Verein Cruxia im Waidhofener Verband (seit 1913 Leobener akademische Burschenschaft Cruxia) an. Ab 1897 arbeitete er in Mährisch-Ostrau. Zunächst war er bei den Bergwerksbetrieben der Nordbahn beschäftigt, ab 1911 war er als Bergwerksdirektor tätig. 
1935 wurde er Mitglied der Sudetendeutschen Partei und in das Abgeordnetenhaus der Tschechoslowakei gewählt. Nach seinem Tod folgte ihm Emil Schrammel als Abgeordneter nach.